# Future Stock
Future Stock (с англ. — «Акционеры будущего») — двадцать первый эпизод третьего сезона мультсериала «Футурама». Североамериканская премьера этого эпизода состоялась 31 марта 2002 года.

## Содержание
На собрании акционеров «Межпланетного экспресса» назначается новый генеральный директор — Этот Парень, за которого проголосовали Фрай, Скраффи и Хэтти, с перевесом в один голос против Лилы, Бендера, Эми, Гермеса и профессора Фарнсворта. С Этим Парнем Фрай познакомился буквально несколько минут назад. Оказалось, он тоже из XX века: в 80-х он подвергся криозаморозке для излечения своей болезни в будущем.
«Взявшись за руль», Этот Парень наводит в «Межпланетном экспрессе» свои порядки, обвиняя всех в устаревшем подходе к управлению организацией. Он назначает Фрая своим заместителем и собирается победить в конкурентной борьбе «Мамочкину Дружелюбную Службу Доставки» (Mom’s Friendly Delivery Company).
Разочарованный в новой политике компании, Зойдберг отдаёт Этому Парню свою долю в предприятии (10 тысяч акций) за сэндвич.
После встречи Мамочки и Этого Парня последний объявляет экипажу «Экспресса», что они разорены и переходят в собственность Мамочки.
В продаже «Экспресса» все винят Фрая. Тот, пытаясь оправдаться, отправляется на орбиту Земли на Межгалактическую Фондовую Биржу (Intergalactic Stock Exchange), чтобы предотвратить сделку купли-продажи. Акции Зойдберга, отданные им Вот-тому-парню, лишают «Межпланетный экспресс» контрольного пакета акций. Поэтому сделка осуществлена, и теперь Мамочкина Корпорация желает выкупить оставшиеся акции по 107 долларов за штуку, что сделает каждого из членов экипажа «Экспресса» миллионерами. Фрай пытается отговорить Этого Парня от сделки, но тот отказывается, а затем внезапно умирает — оказывается, он совершенно забыл излечить свою болезнь, из-за которой и пошёл на криоконсервацию в XX веке. Фрай становится владельцем акций погибшего и возвращает управление компанией профессору Фарнсворту. Акции «Межпланетного экспресса» моментально обесцениваются до трёх центов за штуку, и все, разочарованные, возвращаются к работе.

## Персонажи
Список новых или периодически появляющихся персонажей сериала
- Скраффи
- Хэтти МакДугал
- Мамочка
- Уолт, Ларри и Игнар
- Тог
- Калькулон
- Ужасный Студень
- Дебют: «Этот Парень»
- Зепп Бранниган
- Эльзар